# ハノーファー侵攻 (1757年)
ハノーファー侵攻（ハノーファーしんこう、英語: Invasion of Hanover）は七年戦争中の1757年、エストレ公爵率いるフランス王国軍がハノーファー選帝侯領に侵攻した戦役。エストレ公はハステンベックの戦いで勝利した後、選帝侯領と近隣のドイツ諸侯領に進軍、選帝侯領の大半を占領して、選帝侯領の守備にあたったハノーファー監視軍を北海海岸のシュターデまで追い込んだ。そこでカンバーランド公爵がクローステル・ツェーヴェン協定を締結して、ハノーファー軍の解体とフランスのハノーファー選帝侯領占領を承認した。しかし、イギリス王兼ハノーファー選帝侯ジョージ2世は内閣から圧力を受けて協定の承認を拒否、ハノーファー軍は再び戦場に立った。指揮官の更迭された同盟軍は1758年春までにフランス軍をハノーファー選帝侯領から追い出し、ライン川西岸まで押し返した。

## 背景
1754年に北アメリカで英仏間のフレンチ・インディアン戦争が勃発すると、フランスはフランス領カナダの人口、兵隊、資源の少なさを鑑みて、戦争が長期化した場合はいずれイギリスに占領されると考えた。そのため、フランスは講和交渉でカナダと交換できるヨーロッパの領地の獲得を試みた。
1714年以降、イギリスとハノーファー選帝侯領は同君連合を組んでいた。ジョージ2世が両国を統治しており、フランスはハノーファーを占領することでジョージ2世に圧力をかけることができると考えた。イギリスははじめロシア兵5万人を雇おってハノーファーを守備しようとしたが、後に計画を変えて英普同盟を締結、イギリス政府からの資金でハノーファー、ブラウンシュヴァイク、ヘッセン軍で構成される監視軍を編成した。ジェフリー・アマーストやガイ・カールトンなどのイギリス士官が監視軍で部隊を指揮した。監視軍の指揮官はジョージ2世の次男カンバーランド公爵だった。「監視軍」という名前は軍の存在が抑止力になり、その役割が監視するだけになるという望みがこめられた。1756年初、フランスによるイギリス本土侵攻が差し迫まると、ハノーファーとヘッセン軍の多くがイングランド南部の守備についたが、侵攻の脅威が去るとドイツに呼び戻された。
ドイツ西部でフランス軍と戦うという展望はオーストリアとプロイセンの紛争（1756年に宣戦）と時期が重なった。第一次ヴェルサイユ条約により仏墺同盟が締結されると、仏墺は1757年内にドイツ諸侯の同盟を撃破しようとした。まずフランスの大軍がドイツ西部を掃討して、ハノーファー軍を撃破してハノーファーを占領した後、西からプロイセンに迫る。オーストリア軍は同時に南から迫る。フランスはエストレ公爵率いるヴェストファーレン軍という大軍の編成を開始した。

## 侵攻

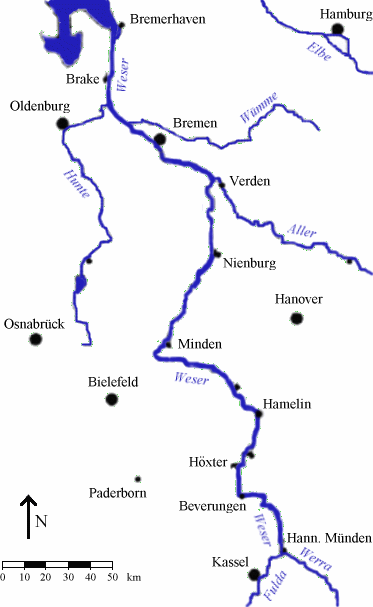
ヴェーザー川とハーメルン、ミンデン、ニーンブルク、ブレーメンの要塞が天然の防御線となっている。

1757年6月初、交渉による合意が不可能であることが明らかになると、フランス軍はハノーファーへの進軍を開始した。最初の小競り合いは5月3日にはすでに始まった。フランス軍の一部がプロイセン駐留軍800人しかいないゲルデルンの包囲に3か月もかけたため進軍が遅れた。一方フランス軍の大半は約10万人もの大人数だったため進軍が遅かった。
数で上回られたため、監視軍はヴェーザー川を渡ってハノーファー選帝侯領内に戻り、カンバーランド公は応戦の準備をした。7月2日、救援に派遣されたイギリス艦隊を待たずにプロイセン領エムデン港がフランスに陥落した。これによりハノーファーがネーデルラント連邦共和国から切り離され、イギリスからの補給は海路で直接輸送するしかなくなった。フランス軍は続いてカッセルを落とし、右翼を守った。

### ハステンベックの戦い
7月末、カンバーランド公は自軍の準備が整ったと感じ、ハステンベック村の周辺で防御陣地を築いた。フランス軍は辛勝したにすぎなかったが、カンバーランド公が撤退すると士気が大きく低下し、彼の軍勢が解体し始めた。エストレ公は勝利したにもかかわらず、直後に更迭され、フランス軍を率いてミノルカ島を占領したリシュリュー公爵が後任になった。リシュリュー公爵は元の戦略を踏襲して、ハノーファーを完全に占領した後にオーストリア軍に協力してプロイセンを攻めることを命じた。

### ハノーファー占領
カンバーランド公の軍勢は北への撤退を続けた。フランス軍の追撃は補給の問題で遅くなったが、監視軍への追撃は続けられた。イギリスはロシュフォール襲撃を計画してフランスにドイツの軍勢を引き上げさせて海岸防衛にあたらせようとした。しかし、リシュリューは追撃を継続、ミンデンを占領した後、8月11日にハノーファーを占領した。

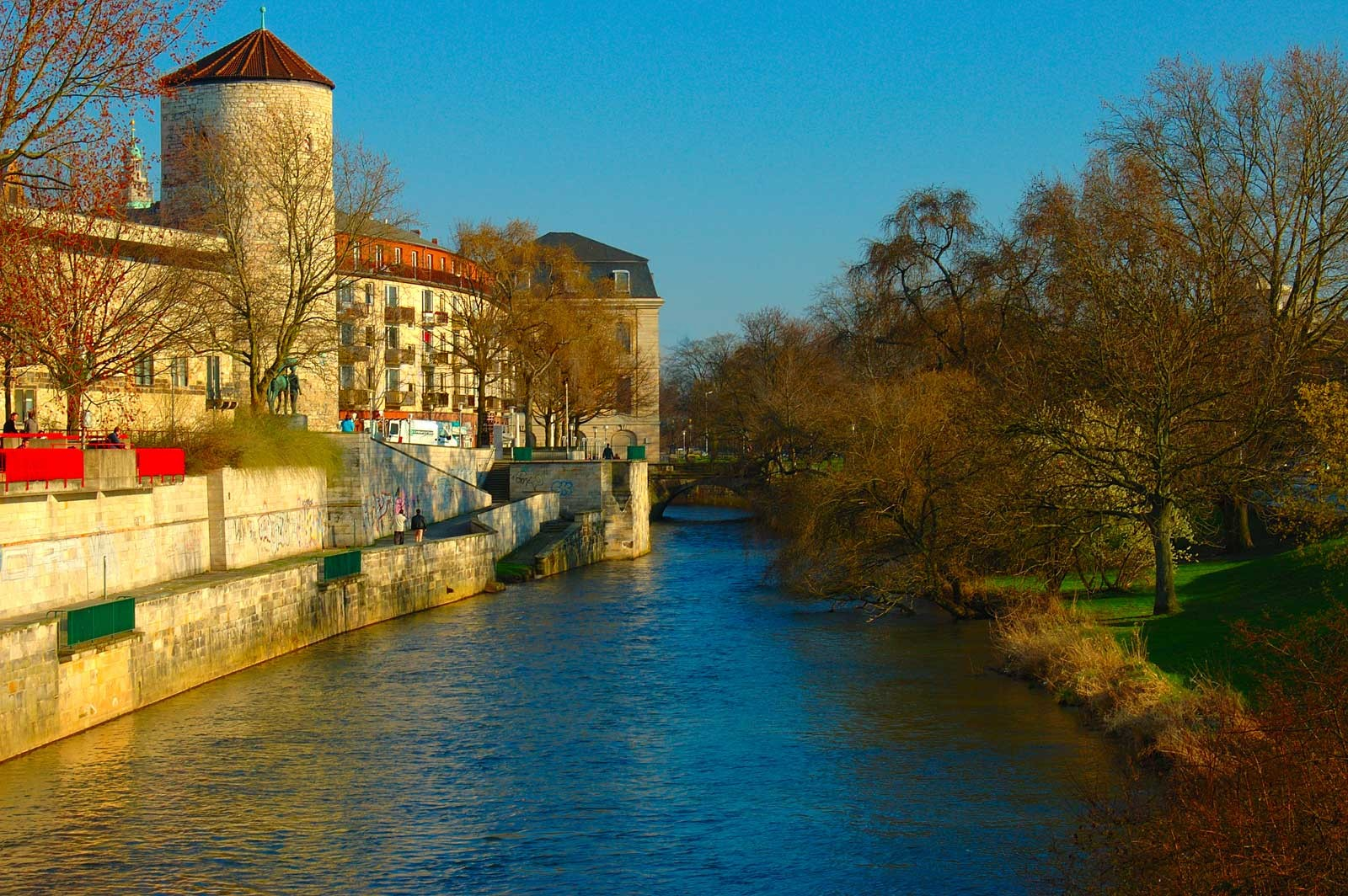
選帝侯領の首都ハノーファーは1757年8月にフランス軍に占領された。

リシュリューは軍を派遣してブラウンシュヴァイクを占領した。プロイセン王フリードリヒ2世はカンバーランド公の軍に派遣したプロイセン軍を呼び戻して自軍と合流させ、監視軍がさらに弱体化した。
ハノーファー政府はカンバーランド公とともにフェルデン経由でブレーメン＝フェルデン首都シュターデに撤退した。シュターデはエルベ川で北海につながっており、よく要塞化され海からの補給も可能であったが、カンバーランド公は危険を感じた。シュターデに大規模な増援を送る提案は拒否され、ロシュフォール襲撃は予定通りに行われたがカンバーランド公への支援にしては遅すぎた。ハイド・パーカー大佐はイギリス艦隊でエルベ川を通ってカンバーランド公に届けるまでの補給路を川が凍るまで確保するよう命じられた。この艦隊が配備されたことで、カンバーランド公を兵糧攻めにすることができなくなったため、リシュリュー公はカンバーランド公の陣地が強固であると考えた。フランス軍の士気はすでに大きく低下しており、多くの兵士が病気で動けなかった。カンバーランド公が8月21日に停戦を申し入れたときは拒否したが、リシュリューは今や交渉に前向きになった。

### クローステル・ツェーヴェン協定
デンマーク王フレデリク5世は条約により、ブレーメン＝フェルデンが外国軍に脅かされている場合に軍を派遣する義務がある。フレデリク5世は中立を維持しようとしたため、リシュリュー公とカンバーランド公の仲介役を務めて合意を成立させようとした。自軍にクローステル・ツェーヴェンを攻撃する余力がないと考えたリシュリューと自軍の先が暗いと考えたカンバーランドは提案に同意した。
9月10日、イギリスとフランスはクローステル・ツェーヴェン協定を締結して停戦した。停戦の条件はブラウンシュヴァイクとヘッセンの派遣軍が本国に戻り、ハノーファー軍の半分がシュターデに留め置かれ、残りの半分がエルベ川を渡って撤退する、というものだった。ハノーファーの大半は一部の非軍事地帯を除いてフランスの占領下におかれた。フランス軍はイギリス艦隊がヴェーザー川から撤退することを条件にブレーメンから撤退した。しかし、一部の問題はあやふやのまま終わり、後に紛争を招いた。協定が締結された後、監視軍は散らばり始めたが、武装解除は要求されなかった。一方、フランス軍は協定に違反してヘッセン軍の一部を強制武装解除した。
協定はすぐにイギリスで攻撃された。ジョージ2世はカンバーランド公に条約交渉の権利を与えたにもかかわらず、激怒して10月にカンバーランド公をロンドンに呼び戻し、彼に全ての軍職を辞めさせた。リシュリューも条約が緩やかすぎるとしてパリで批判された。リシュリューはプロイセンへの全面攻撃を行うには時期が遅すぎたとして翌年まで待つと考え、プロイセンのマクデブルク要塞の包囲を命じられたにもかかわらずハルベルシュタット付近で冬営に入った。
イギリス政府はクローステル・ツェーヴェン協定がプロイセンとの協定に違反するとして、クローステル・ツェーヴェン協定を守る義務がないと宣言した。イギリス政府は同時にジョージ2世とハノーファーの閣僚を説得して協定の破棄と再参戦に同意させようとした。10月8日、ジョージ2世はフランスが帰国するヘッセン軍に干渉したことを理由として条約を無効とした。フランスも協定に不満だったため、戦闘の再開を準備した。
ハノーファーはイギリスの支持を受けて監視軍を再編成、プロイセンの軍人フェルディナント・フォン・ブラウンシュヴァイク＝ヴォルフェンビュッテルを監視軍の指揮官に任命した。イギリスはハノーファー軍やほかの派遣軍の費用支払いに同意した。それまでイギリスが大陸での戦争への資金援助に反対してきたウィリアム・ピットが政策を変えた瞬間であるが、彼はイギリス軍をフェルディナントの軍勢に派遣することに引き続き反対した。

## 同盟軍の反撃

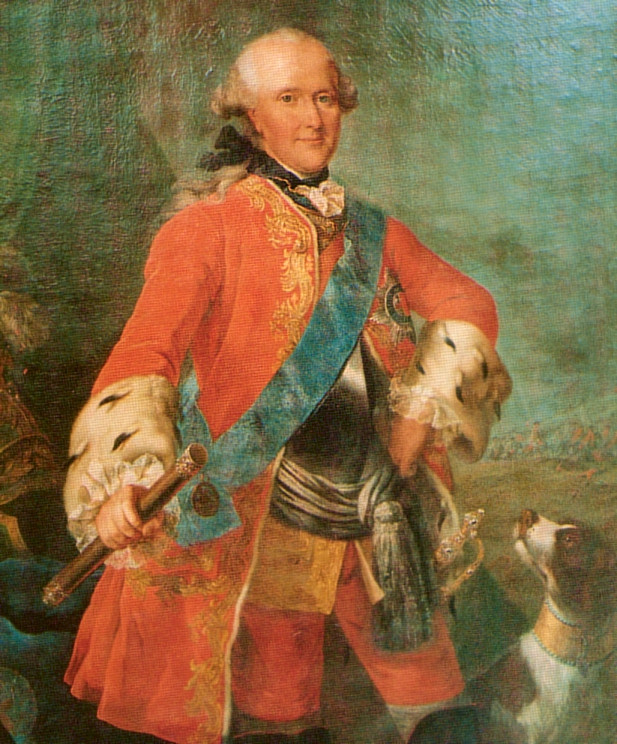
フェルディナント・フォン・ブラウンシュヴァイク＝ヴォルフェンビュッテル。彼は1757年末に再編成された監視軍の指揮を執り、フランス軍をライン川の向こうに押し返してハノーファーを解放した。

フェルディナントはすぐに監視軍を改革、ハノーファー軍の士気を一新した。フランス軍が様々な残忍な行為を行ったことで市民がフランス軍に反感をもったこともフェルディナントを助けた。
フリードリヒ2世がロスバッハの戦いで勝利すると、フェルディナントはフランス軍に対し、当時としては珍しい冬季戦役をおこした。フランス軍の状況はすでに悪化しており、リシュリューは会戦よりも撤退を選んだ。彼は直後に辞任、クレルモン伯爵が後任になった。クレルモンはフランス王ルイ15世にフランス軍が略奪者や傷者ばかりという状況を報告した。リシュリューは兵士への賃金の着服などの非行の疑いをかけられた。
フェルディナントの反撃により同盟軍がエムデン港を奪回、フランス軍がライン川の向こうに押し返された。春にはハノーファーが解放された。1757年末にはフランスのヨーロッパにおける全面勝利が近いように見えたが、1758年初にはイギリスとその同盟国が勝利するようになった。

## その後
1758年での挫折にもかかわらず、フランス軍は引き続きハノーファーを再占領して交渉の材料に使う政策を採用した。これは1759年のケベック陥落の後では更に顕著になった。フランス軍はフェルディナントの軍勢を撃破して、ハノーファーを占領するためにだんだんと大軍を投入するようになった。しかし、それでもハノーファーの占領には失敗、1762年の最後の試みがヴィルヘルムスタールの戦いで失敗すると、停戦協定が締結され、翌年のパリ条約ではフランス軍のドイツとオーストリア領ネーデルラントからの撤退が定められた。
後のアメリカ独立戦争において、フランスはハノーファーと中立協定を結び、フランスによるハノーファー攻撃は起こらなかった。これはフランスの首脳部が1757年のハノーファー侵攻、並びにその後に多くの軍勢と資源を投じてハノーファー奪回を試みることが誤りであると認めたものであった。イギリスはフランス軍がハノーファー奪回を試みた間、西インド諸島、カナダ、アフリカ、インドのフランス植民地を自由に攻撃することができた。